# 山口絵里奈 (1985年生)
山口 絵里奈（やまぐち えりな、1985年10月19日 - ）は、日本の巨乳系グラビアアイドル。
血液型A型、身長167cm、スリーサイズB111W61H90、Jカップ（2006年）。趣味は読書、絵画。

## 概要

### 略歴
1985年、福岡県出身。2004年の福岡女学院中学校・高等学校卒業後に、ヘアカットモデルをしていたところでスカウトの目に留まり、芸能デビューを果たす。メディアへの初登場は2006年6月『週刊プレイボーイ』6/19号のグラビア。
なお、バストはサイズが大きすぎて下着メーカーにオーダーメイドを断られたという逸話もある。、本人はきちんと測定したことはなく、プロフィールにおけるサイズすら雑誌ごとに96センチから111センチまで幅がある状態となっている。なお公称カップサイズは「Jカップ」で統一されている。
2015年にLA発の靴ブランドhadesのカタログモデルに抜擢。

### 混同される人物
デビュー数年前に同じくグラビアで活動していた山口絵里奈（1982年生、ホリ・エージェンシー所属）は同姓同名（漢字も同じ）で顔立ちもやや似ているが、全くの別人。そちらの山口絵里奈は「り」の字が異なる「山口絵理奈」名義での活動歴も持っているが、雑誌やDVDにおいては初期のグラビアから活動最後期のDVD『Melty Voice』（2005年6月23日発売）まで、本項目の人物と同じく「山口絵里奈」表記を使用しているため混同しがち。このほか、同じ2006年ごろからはモデル・レースクイーンとして活動する山口恵里奈（セントラルジャパン所属）も現れている。
山口絵里奈は活動前に山口絵理奈の存在は確認していたが、里の漢字が違った為、山口絵里奈として活動を始める。
このような混乱が発生する要因のひとつに、山口絵里奈（本項の人物）の独特の匿名性がある。そもそも週刊プレイボーイのグラビアでデビューし、ほぼ同時に大手2社からDVD・写真集発売予告が出るのはかなり恵まれた扱いであるが、このような大々的なプロモーションにもかかわらずグラビア以外の活動が全く見られない、発売イベントなどでファンの元に姿を見せることも無い、さらには公式サイトやブログも存在せず、それどころか所属事務所すら判然としない状況にある人物は極めて珍しい。
一時期ネットアイドルと混同されたが、全くの別人であり、該当のネットアイドルと山口絵里奈本人の間で混同問題は解決済み。

## 作品

### DVD
- Amazing TSDV-41060（2006年7月7日、竹書房）ISBN 4812427827
- Great J BKDV-195（2006年8月25日、ぶんか社）

### 写真集
- Amazing（2006年7月7日、竹書房）ISBN 4812427959 - 可児保彦撮影

### デジタル配信
- アイドルグラビアDX（携帯サイト）
- 山口絵里奈デジタル写真集「Great J vol.1」（2008年、BNS）
- 山口絵里奈デジタル写真集「Great J vol.2」（2008年、BNS）
- 山口絵里奈壁紙01〜10（2007年以前、壁紙.com）

### 雑誌掲載
- 週刊プレイボーイ 2006年6月19日号（集英社）
- アサヒ芸能 2006年6月22日号（徳間書店）
- FLASH (写真週刊誌)
  - No.917 2006年6月27日号
  - No.934 2006年10月31日号
- メルちょGetta! 2006年7月号
- Bejean 2006年9月号
- e-onna（2006年9月号）
- 本当にデカップ 2006 Vol.8（バウハウス）
- パシャ! 2007年1月号（徳間書店）

### カタログ
- hades （2015年〜2016年）

## 参考
1. ↑  DVD『Great J』（ぶんか社）
2. ↑  DVD『Amazing』（竹書房）
3. ↑  『アサヒ芸能』2006年6月22日号（徳間書店）
4. ↑  http://imgrbn.sokmil.com/pict/product/fsd0015/pe_fsd0015_01.jpg